# 漢南冰架
67°36′S 47°35′E / 67.600°S 47.583°E
漢南冰架是南極洲的冰架，位於恩德比地沿岸，寬18英里，冰源來自莫爾冰川和基琴賽德冰川，澳大利亞探險隊在1957年首次踏足該冰架，以氣象學家命名。